# Oss kaniner emellan
Oss kaniner emellan är en pjäs av Hasse Ekman, med premiär 1967. En fars i två akter som uruppfördes på Lisebergsteatern i Göteborg den 24 april 1967, med regi av Hasse Ekman. Huvudrollerna spelades av Siv Ericks (Jenny), Sonya Hedenbratt (Dollie), Birgitta Johansson (Britt), Gösta Bernhard (Mannen från ovan), Gösta Krantz (Konsul Gonzalez), Ralf Glaerum (Vesslan) och Leif Johansson (Wollin). Handlingen utspelar sig i en Valborgsmässonatt i Jennys vindsvåning.

## Huvudpersoner
- Jenny
- Dollie
- Britt
- Mannen från ovan
- Konsul Gonzalez
- Vesslan
- Wollin